# Kanton Roanne-Sud
Der Kanton Roanne-Sud war von 1973 bis 2015 ein französischer Wahlkreis im Arrondissement Roanne, im Département Loire und in der ehemaligen Region Rhône-Alpes. Hauptort war Roanne.

## Gemeinden
Der Kanton umfasste die Wahlberechtigten aus neun Gemeinden:
| Gemeinde                           | Einwohner Jahr | Fläche km² | Bevölkerungsdichte | Code INSEE | Postleitzahl |
| ---------------------------------- | -------------- | ---------- | ------------------ | ---------- | ------------ |
| Lentigny                           | 1647 (2013)    | 11,3       | 146 Einw./km²      | 42120      | 42155        |
| Ouches                             | 1129 (2013)    | 10,12      | 112 Einw./km²      | 42162      | 42155        |
| Pouilly-les-Nonains                | 1928 (2013)    | 10,23      | 188 Einw./km²      | 42176      | 42155        |
| Riorges                            | 10.690 (2013)  | 15,51      | 689 Einw./km²      | 42184      | 42153        |
| Roanne                             | 35.507 (2013)  | –          | – Einw./km²        | 42187      | 42300        |
| Saint-Jean-Saint-Maurice-sur-Loire | 1128 (2013)    | 23,57      | 48 Einw./km²       | 42239      | 42155        |
| Saint-Léger-sur-Roanne             | 1132 (2013)    | 4,51       | 251 Einw./km²      | 42253      | 42155        |
| Villemontais                       | 996 (2013)     | 12,73      | 78 Einw./km²       | 42331      | 42155        |
| Villerest                          | 4726 (2013)    | 14,82      | 319 Einw./km²      | 42332      | 42300        |

Die Stadt Roanne lag nur mit einem Teilbereich im Gebiet des Kantons. Angegeben ist hier die Gesamteinwohnerzahl der Stadt. Der nördliche Teil der Stadt gehörte zum Kanton Roanne-Nord.